# Huixtitla
Huixtitla är en ort i Mexiko.   Den ligger i kommunen Soledad Atzompa och delstaten Veracruz, i den sydöstra delen av landet, 220 km öster om huvudstaden Mexico City. Huixtitla ligger 1 938 meter över havet och antalet invånare är 702.
Terrängen runt Huixtitla är bergig åt nordväst, men åt sydost är den kuperad. Runt Huixtitla är det ganska tätbefolkat, med 134 invånare per kvadratkilometer. Närmaste större samhälle är Orizaba, 15,0 km nordost om Huixtitla. I omgivningarna runt Huixtitla växer huvudsakligen savannskog.